# Alternativ.nu
Alternativ.nu är ett svenskt internetcommunity med 25 000 registrerade medlemmar. Inriktningen är självhushållning, djurhållning och ekologi.